# Henryk Jaworowski
Henryk Stefan Jaworowski (ur. 9 lutego 1931 w Radzyminie, zm. 14 listopada 2009 w Łodzi) – architekt, konserwator zabytków, urbanista, nauczyciel akademicki, profesor nadzwyczajny Politechniki Łódzkiej.

## Życiorys
W latach 1953–1957 studiował na Wydziale Architektury Politechniki Warszawskiej. W latach 1953–1968 pracował w Pracowniach Konserwacji Zabytków Oddział w Łodzi, od 1961 pełniąc funkcję kierownika. W 1968 ukończył na Uniwersytecie Mikołaja Kopernika w Toruniu podyplomowy kurs z zakresu konserwatorstwa. Następnie w latach 1969–1971 w Miejskiej Pracowni Urbanistycznej w Łodzi. W latach 1972–1977 w Miejskim Biurze Projektów. Od 1977 wykładał w Instytucie Architektury i Urbanistyki Politechniki Łódzkiej. W 1979 obronił doktorat na Politechnice Wrocławskiej. W 1981 został mianowany na stanowisko docenta, a następnie w 1982 zastępcą dyrektora Instytutu Architektury i Urbanistyki PŁ. W latach 1983–1989 współprowadził Pracownię Projektowej Architektury i Urbanistyki „ARX” S.C. W latach 1989–2001 pełnił funkcję dyrektora Instytutu Architektury i Urbanistyki PŁ, w międzyczasie w 1992 będąc mianowanym na stanowisko profesora nadzwyczajnego Politechniki Łódzkiej. Od 2001 był prodziekanem Wydziału Budownictwa i Architektury PŁ.
Był Honorowym Członkiem Wieluńskiego Towarzystwa Naukowego, Honorowym Obywatelem Łęczycy, Członkiem Polskiego Komitetu Międzynarodowej Rady Ochrony Zabytków i Miejsc Historycznych, Członkiem Sekcji Historii Architektury i Urbanistyki Komitetu Architektury i Urbanistyki PAN, a także należał do łódzkiego oddziału SARP, którego w latach 1971–1974 był sekretarzem i Łódzkiej Okręgowej Izby Architektów Rzeczypospolitej Polskiej oraz TUP.
Jaworowski został pochowany 24 listopada 2009 na cmentarzu rzymskokatolickim na Zarzewie w Łodzi.

## Realizacje
Jaworowski był autorem 134 zrealizowanych projektów architektonicznych oraz wielu opracowań naukowych. Do jego realizacji należą:
- studium urbanistyczne miasta Łęczyca;
- projekty rewaloryzacji Starego Miasta w Wieluniu;
- rewaloryzacja zabytkowego zespołu poklasztornego pp. bernardynek (Muzeum Ziemi Wieluńskiej);
- odbudowa Bramy Krakowskiej w Wieluniu;
- odbudowa renesansowego pałacu Męcińskich w Działoszynie;
- odbudowa dworku w Świątkowicach;
- odbudowa tzw. Domu Nowego i wieży w zamku w Łęczycy;
- rekonstrukcja zamku w Łęczycy (współautor: Wanda Puget);
- restauracja i konserwacja ruin w Radzyniu Chełmińskim;
- adaptacja i odbudowa klasztorów: Bernardynek i Augustianów w Wieluniu;
- odbudowa i renowacja wnętrza Bazyliki archikatedralnej św. Stanisława Kostki w Łodzi[2][1];
- Centralne Muzeum Włókiennictwa – skrzydło B (realizacja) oraz skrzydło D (projekt koncepcyjny) w latach 2000–2001 (współautor: Bartosz Walczak)[3][2];
- adaptacja na potrzeby Politechniki Łódzkiej fabryki Schweikerta na ul. Wólczańskiej 215 w Łodzi;
- adaptacja zespołu pobenedyktyńskiego w Mogilnie na Centrum Spotkań Europejskich;
- przebudowa ratusza w Łęczycy[1][2].

## Odznaczenia
- Honorowa Odznaka Miasta Łodzi;
- Krzyż Kawalerski Orderu Odrodzenia Polski;
- Srebrny Krzyż Zasługi (1973);
- Odznaka „Za opiekę nad zabytkami”[2].

## Nagrody
- Laureat Wyróżnienia Zarządu Pracowni Konserwacji Zabytków za projekt rewaloryzacji staromiejskiego ośrodka w Wieluniu (1968);
- „Mister Łodzi” za Plombę przy ul. Piotrkowskiej (1977)[2];
- Nagroda Honorowa Towarzystwa Przyjaciół Wielunia;
- nagroda indywidualna Ministra Nauki i Szkolnictwa Wyższego za osiągnięcia w dziedzinie badań naukowych;
- nagroda Ministra Kultury i Sztuki za prace naukowe z dziedziny ochrony zabytków;
- nagroda Ministra Gospodarki Przestrzennej i Budownictwa za osiągnięcia w dziedzinie budownictwa mieszkaniowego;
- Honorowa Nagroda Łódzkiego Oddziału SARP za całokształt pracy twórczej[1].